# Saison 2 de The Fosters
Chronologie
Saison 1 Saison 3
Cet article est le guide des épisodes de la deuxième saison de la série télévisée The Fosters.

## Synopsis
Un couple de lesbiennes, Steph Foster, policière, et Lena Adams, proviseur adjoint dans un lycée sont les heureuses mamans de trois enfants : Brandon, le fils biologique de Stef, eu avec un précédent mari et des jumeaux adoptés, une fille nommée Mariana et un garçon appelé Jesus. Leur équilibre familial est bousculé lorsqu'elles accueillent une adolescente rebelle au sein de leur foyer…

## Distribution

### Acteurs principaux
- Teri Polo : Stefanie « Stef » Marie Adams Foster
- Sherri Saum : Lena Elizabeth Adams Foster
- Maia Mitchell : Callie Quinn Adams Foster
- David Lambert : Brandon Foster
- Jake T. Austin : Jesus Adams Foster
- Cierra Ramirez : Mariana Adams Foster
- Hayden Byerly (en) : Jude Jacob Adams Foster
- Danny Nucci : Michael « Mike » Foster

### Acteurs récurrents
- Alex Saxon : Wyatt (7 épisodes)
- Jay Ali : Timothy (5 épisodes)
- Gavin MacIntosh (en) : Connor (11 épisodes)
- Bailee Madison : Sophia Quinn, fille de Robert Quinn[1] (8 épisodes)
- Kerr Smith : Robert Quinn[2] (12 épisodes)
- Ashley Argota : Lucy « Lou » Chan[3] (14 épisodes)
- Brandon W. Jones (en) : Liam Olmstead (épisodes 7, 9 et 20)
- Rosie O'Donnell : Rita Hendricks[4] (épisodes 8, 10, 17 et 18)
- Annika Marks (en) : Monte Porter[5] (9 épisodes)
- Alberto De Diego : Rafael[6] (épisodes 13, 16 et 20)
- Mary Mouser : Sarah Lewis (épisode 20)
- Tony Plana : Victor Gutierrez[7] (épisodes 20 et 21)
- Marlene Forte : Elena Gutierrez[7] (épisodes 20 et 21)
- Patrick Duffy : Robert Quinn Sr.[7] (épisode 21)

## Diffusion
- Aux États-Unis, la saison a été diffusée du 16 juin 2014 au 23 mars 2015 sur ABC Family.
- Au Canada, la saison a été diffusée en simultanée sur ABC Spark.
- Au Québec, la saison est diffusée à partir du 25 octobre 2018 sur VRAK.
- En France, la saison est diffusée à partir du 15 décembre 2021 sur Disney+.

## Liste des épisodes

### Épisode 1:La peur de l'inconnu
- États-Unis /  Canada : 16 juin 2014 sur ABC Family[8] / ABC Spark
- Québec : 25 octobre 2018 sur VRAK (en VQ)
- France : 15 décembre 2021 sur Disney+

- États-Unis : 1,47 million de téléspectateurs[9] (première diffusion)

### Épisode 2:Décisions et déceptions
États-Unis /  Canada : 23 juin 2014 sur ABC Family / ABC Spark
- États-Unis : 1,45 million de téléspectateurs[10] (première diffusion)

### Épisode 3:Jouez
États-Unis /  Canada : 30 juin 2014 sur ABC Family / ABC Spark
- États-Unis : 1,37 million de téléspectateurs[11] (première diffusion)

### Épisode 4:Parle-moi
États-Unis /  Canada : 7 juillet 2014 sur ABC Family / ABC Spark
- États-Unis : 1,42 million de téléspectateurs[12] (première diffusion)

### Épisode 5:Toute la vérité
États-Unis /  Canada : 14 juillet 2014 sur ABC Family / ABC Spark
- États-Unis : 1,61 million de téléspectateurs[13] (première diffusion)

### Épisode 6:Maman
États-Unis /  Canada : 21 juillet 2014 sur ABC Family / ABC Spark
- États-Unis : 1,51 million de téléspectateurs[14] (première diffusion)

### Épisode 7:La journée la plus longue
États-Unis /  Canada : 28 juillet 2014 sur ABC Family / ABC Spark
- États-Unis : 1,44 million de téléspectateurs[15] (première diffusion)

Callie et Jude vont faire un tour en bateau avec le père et la demi-sœur de Callie

### Épisode 8:Toujours solidaires
États-Unis /  Canada : 4 août 2014 sur ABC Family / ABC Spark
- États-Unis : 1,38 million de téléspectateurs[16] (première diffusion)

### Épisode 9:Débordements
États-Unis /  Canada : 11 août 2014 sur ABC Family / ABC Spark
- États-Unis : 1,35 million de téléspectateurs[17] (première diffusion)

### Épisode 10:Les sœurs
États-Unis /  Canada : 18 août 2014 sur ABC Family / ABC Spark
- États-Unis : 1,48 million de téléspectateurs[19] (première diffusion)

### Épisode 11:Souvenirs de Noël
États-Unis /  Canada : 8 décembre 2014 sur ABC Family / ABC Spark
- États-Unis : 1,93 million de téléspectateurs[21] (première diffusion)

### Épisode 12:Sens dessus dessous
États-Unis /  Canada : 19 janvier 2015 sur ABC Family / ABC Spark
- États-Unis : 1,45 million de téléspectateurs[23] (première diffusion)

### Épisode 13:Reste
États-Unis /  Canada : 26 janvier 2015 sur ABC Family / ABC Spark
- États-Unis : 1,20 million de téléspectateurs[24] (première diffusion)

### Épisode 14:Dame Nature
États-Unis /  Canada : 2 février 2015 sur ABC Family / ABC Spark
- États-Unis : 1,26 million de téléspectateurs[25] (première diffusion)

### Épisode 15:La lumière du jour
États-Unis /  Canada : 9 février 2015 sur ABC Family / ABC Spark
- États-Unis : 1,24 million de téléspectateurs[26] (première diffusion)

### Épisode 16:Si tu savais
États-Unis /  Canada : 16 février 2015 sur ABC Family / ABC Spark
- États-Unis : 1,28 million de téléspectateurs[27] (première diffusion)

### Épisode 17:Ce qu'elle choisit de taire
États-Unis /  Canada : 23 février 2015 sur ABC Family / ABC Spark
- États-Unis : 1,25 million de téléspectateurs[28] (première diffusion)

### Épisode 18:Se faire entendre
États-Unis /  Canada : 2 mars 2015 sur ABC Family / ABC Spark
- États-Unis : 1,23 million de téléspectateurs[29] (première diffusion)

### Épisode 19:Mesures draconiennes
États-Unis /  Canada : 9 mars 2015 sur ABC Family / ABC Spark
- États-Unis : 1,14 million de téléspectateurs[30] (première diffusion)

### Épisode 20:Pas ce genre de fille
États-Unis /  Canada : 16 mars 2015 sur ABC Family / ABC Spark
- États-Unis : 1,32 million de téléspectateurs[31] (première diffusion)

### Épisode 21:La fin du début
États-Unis /  Canada : 23 mars 2015 sur ABC Family / ABC Spark
- États-Unis : 1,45 million de téléspectateurs[33] (première diffusion)